# Горгієв Тигран Борисович
Тигран Борисович Горгієв (вірм. Տիգրան Բորիսի Գորգիև 30 серпня 1910, Кизляр — 13 грудня 1976, Дніпропетровськ) — радянський шаховий композитор вірменського походження. Міжнародний майстер (1969) і міжнародний арбітр (1956) з шахової композиції. Основна професія: лікар-епідеміолог, доктор медичних наук.
У 1934 — 1939 роках навчався в медичному інституті. У 1945 році захистив кандидатську дисертацію з медицини, у 1960-х роках став доктором наук. Мешкав у Махачкалі, Одесі, а останні 20 років свого життя провів у Дніпрі. Очолював відділ в інституті гастроентерології. У 1958 році розробив методи виготовлення автовакцин. Потім працював завідувачем відділу шкірно-венеричних захворювань лікарні.
Почав складати етюди і завдання у 1927 році, і вже в наступному році завоював два перші призи на шахових конкурсах. Всього Горгієв склав понад 400 етюдів, з них понад 80 отримали відзнаки на конкурсах, в тому числі 15 перших і других призів. Крім авторського збірника, написав безліч статей з різних питань етюдної композиції.
Видав книгу своїх етюдів. У співавторстві з Пилипом Бондаренком видав книгу «Шаховий етюд на Україні», а з Валентином Руденком — «Осада чорного короля».
13 грудня 1976 року помер від інфаркту у своїй квартирі у Дніпрі.

## Вибрані етюди
Свої погляди на художні принципи етюдної творчості Горгієв виклав у своїй статті «Характерні риси радянської школи» («Шахи в СРСР», № 9, 1949). В авторському збірнику Горгієв сформулював їх так: «Легка і природна початкова побудова, яка зближує позицію етюду з практичною партією, яскрава та оригінальна ідея, що розкривається в процесі активної та винахідливої боротьби обох сторін, — такі основні <…> вимоги, якими я завжди керувався при складанні етюдів».
|   | a                                                                                                   | b                                                                                                   | c                                                                                                   | d                                                                                                   | e                                                                                                   | f                                                                                                   | g                                                                                                   | h                                                                                                   |   |
| 8 | d8 чорний слон · h8 чорний король · e7 чорний кінь · h4 білий слон · f1 білий король · g1 біла тура | d8 чорний слон · h8 чорний король · e7 чорний кінь · h4 білий слон · f1 білий король · g1 біла тура | d8 чорний слон · h8 чорний король · e7 чорний кінь · h4 білий слон · f1 білий король · g1 біла тура | d8 чорний слон · h8 чорний король · e7 чорний кінь · h4 білий слон · f1 білий король · g1 біла тура | d8 чорний слон · h8 чорний король · e7 чорний кінь · h4 білий слон · f1 білий король · g1 біла тура | d8 чорний слон · h8 чорний король · e7 чорний кінь · h4 білий слон · f1 білий король · g1 біла тура | d8 чорний слон · h8 чорний король · e7 чорний кінь · h4 білий слон · f1 білий король · g1 біла тура | d8 чорний слон · h8 чорний король · e7 чорний кінь · h4 білий слон · f1 білий король · g1 біла тура | 8 |
| 7 | d8 чорний слон · h8 чорний король · e7 чорний кінь · h4 білий слон · f1 білий король · g1 біла тура | d8 чорний слон · h8 чорний король · e7 чорний кінь · h4 білий слон · f1 білий король · g1 біла тура | d8 чорний слон · h8 чорний король · e7 чорний кінь · h4 білий слон · f1 білий король · g1 біла тура | d8 чорний слон · h8 чорний король · e7 чорний кінь · h4 білий слон · f1 білий король · g1 біла тура | d8 чорний слон · h8 чорний король · e7 чорний кінь · h4 білий слон · f1 білий король · g1 біла тура | d8 чорний слон · h8 чорний король · e7 чорний кінь · h4 білий слон · f1 білий король · g1 біла тура | d8 чорний слон · h8 чорний король · e7 чорний кінь · h4 білий слон · f1 білий король · g1 біла тура | d8 чорний слон · h8 чорний король · e7 чорний кінь · h4 білий слон · f1 білий король · g1 біла тура | 7 |
| 6 | d8 чорний слон · h8 чорний король · e7 чорний кінь · h4 білий слон · f1 білий король · g1 біла тура | d8 чорний слон · h8 чорний король · e7 чорний кінь · h4 білий слон · f1 білий король · g1 біла тура | d8 чорний слон · h8 чорний король · e7 чорний кінь · h4 білий слон · f1 білий король · g1 біла тура | d8 чорний слон · h8 чорний король · e7 чорний кінь · h4 білий слон · f1 білий король · g1 біла тура | d8 чорний слон · h8 чорний король · e7 чорний кінь · h4 білий слон · f1 білий король · g1 біла тура | d8 чорний слон · h8 чорний король · e7 чорний кінь · h4 білий слон · f1 білий король · g1 біла тура | d8 чорний слон · h8 чорний король · e7 чорний кінь · h4 білий слон · f1 білий король · g1 біла тура | d8 чорний слон · h8 чорний король · e7 чорний кінь · h4 білий слон · f1 білий король · g1 біла тура | 6 |
| 5 | d8 чорний слон · h8 чорний король · e7 чорний кінь · h4 білий слон · f1 білий король · g1 біла тура | d8 чорний слон · h8 чорний король · e7 чорний кінь · h4 білий слон · f1 білий король · g1 біла тура | d8 чорний слон · h8 чорний король · e7 чорний кінь · h4 білий слон · f1 білий король · g1 біла тура | d8 чорний слон · h8 чорний король · e7 чорний кінь · h4 білий слон · f1 білий король · g1 біла тура | d8 чорний слон · h8 чорний король · e7 чорний кінь · h4 білий слон · f1 білий король · g1 біла тура | d8 чорний слон · h8 чорний король · e7 чорний кінь · h4 білий слон · f1 білий король · g1 біла тура | d8 чорний слон · h8 чорний король · e7 чорний кінь · h4 білий слон · f1 білий король · g1 біла тура | d8 чорний слон · h8 чорний король · e7 чорний кінь · h4 білий слон · f1 білий король · g1 біла тура | 5 |
| 4 | d8 чорний слон · h8 чорний король · e7 чорний кінь · h4 білий слон · f1 білий король · g1 біла тура | d8 чорний слон · h8 чорний король · e7 чорний кінь · h4 білий слон · f1 білий король · g1 біла тура | d8 чорний слон · h8 чорний король · e7 чорний кінь · h4 білий слон · f1 білий король · g1 біла тура | d8 чорний слон · h8 чорний король · e7 чорний кінь · h4 білий слон · f1 білий король · g1 біла тура | d8 чорний слон · h8 чорний король · e7 чорний кінь · h4 білий слон · f1 білий король · g1 біла тура | d8 чорний слон · h8 чорний король · e7 чорний кінь · h4 білий слон · f1 білий король · g1 біла тура | d8 чорний слон · h8 чорний король · e7 чорний кінь · h4 білий слон · f1 білий король · g1 біла тура | d8 чорний слон · h8 чорний король · e7 чорний кінь · h4 білий слон · f1 білий король · g1 біла тура | 4 |
| 3 | d8 чорний слон · h8 чорний король · e7 чорний кінь · h4 білий слон · f1 білий король · g1 біла тура | d8 чорний слон · h8 чорний король · e7 чорний кінь · h4 білий слон · f1 білий король · g1 біла тура | d8 чорний слон · h8 чорний король · e7 чорний кінь · h4 білий слон · f1 білий король · g1 біла тура | d8 чорний слон · h8 чорний король · e7 чорний кінь · h4 білий слон · f1 білий король · g1 біла тура | d8 чорний слон · h8 чорний король · e7 чорний кінь · h4 білий слон · f1 білий король · g1 біла тура | d8 чорний слон · h8 чорний король · e7 чорний кінь · h4 білий слон · f1 білий король · g1 біла тура | d8 чорний слон · h8 чорний король · e7 чорний кінь · h4 білий слон · f1 білий король · g1 біла тура | d8 чорний слон · h8 чорний король · e7 чорний кінь · h4 білий слон · f1 білий король · g1 біла тура | 3 |
| 2 | d8 чорний слон · h8 чорний король · e7 чорний кінь · h4 білий слон · f1 білий король · g1 біла тура | d8 чорний слон · h8 чорний король · e7 чорний кінь · h4 білий слон · f1 білий король · g1 біла тура | d8 чорний слон · h8 чорний король · e7 чорний кінь · h4 білий слон · f1 білий король · g1 біла тура | d8 чорний слон · h8 чорний король · e7 чорний кінь · h4 білий слон · f1 білий король · g1 біла тура | d8 чорний слон · h8 чорний король · e7 чорний кінь · h4 білий слон · f1 білий король · g1 біла тура | d8 чорний слон · h8 чорний король · e7 чорний кінь · h4 білий слон · f1 білий король · g1 біла тура | d8 чорний слон · h8 чорний король · e7 чорний кінь · h4 білий слон · f1 білий король · g1 біла тура | d8 чорний слон · h8 чорний король · e7 чорний кінь · h4 білий слон · f1 білий король · g1 біла тура | 2 |
| 1 | d8 чорний слон · h8 чорний король · e7 чорний кінь · h4 білий слон · f1 білий король · g1 біла тура | d8 чорний слон · h8 чорний король · e7 чорний кінь · h4 білий слон · f1 білий король · g1 біла тура | d8 чорний слон · h8 чорний король · e7 чорний кінь · h4 білий слон · f1 білий король · g1 біла тура | d8 чорний слон · h8 чорний король · e7 чорний кінь · h4 білий слон · f1 білий король · g1 біла тура | d8 чорний слон · h8 чорний король · e7 чорний кінь · h4 білий слон · f1 білий король · g1 біла тура | d8 чорний слон · h8 чорний король · e7 чорний кінь · h4 білий слон · f1 білий король · g1 біла тура | d8 чорний слон · h8 чорний король · e7 чорний кінь · h4 білий слон · f1 білий король · g1 біла тура | d8 чорний слон · h8 чорний король · e7 чорний кінь · h4 білий слон · f1 білий король · g1 біла тура | 1 |
|   | a                                                                                                   | b                                                                                                   | c                                                                                                   | d                                                                                                   | e                                                                                                   | f                                                                                                   | g                                                                                                   | h                                                                                                   |   |

|   | a | b | c | d | e | f | g | h |   |
| 8 | h6 чорний король · a5 чорний пішак · c5 білий кінь · h4 білий пішак · c3 чорний пішак · b2 білий пішак · e2 білий король · d1 білий слон · g1 чорний слон | h6 чорний король · a5 чорний пішак · c5 білий кінь · h4 білий пішак · c3 чорний пішак · b2 білий пішак · e2 білий король · d1 білий слон · g1 чорний слон | h6 чорний король · a5 чорний пішак · c5 білий кінь · h4 білий пішак · c3 чорний пішак · b2 білий пішак · e2 білий король · d1 білий слон · g1 чорний слон | h6 чорний король · a5 чорний пішак · c5 білий кінь · h4 білий пішак · c3 чорний пішак · b2 білий пішак · e2 білий король · d1 білий слон · g1 чорний слон | h6 чорний король · a5 чорний пішак · c5 білий кінь · h4 білий пішак · c3 чорний пішак · b2 білий пішак · e2 білий король · d1 білий слон · g1 чорний слон | h6 чорний король · a5 чорний пішак · c5 білий кінь · h4 білий пішак · c3 чорний пішак · b2 білий пішак · e2 білий король · d1 білий слон · g1 чорний слон | h6 чорний король · a5 чорний пішак · c5 білий кінь · h4 білий пішак · c3 чорний пішак · b2 білий пішак · e2 білий король · d1 білий слон · g1 чорний слон | h6 чорний король · a5 чорний пішак · c5 білий кінь · h4 білий пішак · c3 чорний пішак · b2 білий пішак · e2 білий король · d1 білий слон · g1 чорний слон | 8 |
| 7 | h6 чорний король · a5 чорний пішак · c5 білий кінь · h4 білий пішак · c3 чорний пішак · b2 білий пішак · e2 білий король · d1 білий слон · g1 чорний слон | h6 чорний король · a5 чорний пішак · c5 білий кінь · h4 білий пішак · c3 чорний пішак · b2 білий пішак · e2 білий король · d1 білий слон · g1 чорний слон | h6 чорний король · a5 чорний пішак · c5 білий кінь · h4 білий пішак · c3 чорний пішак · b2 білий пішак · e2 білий король · d1 білий слон · g1 чорний слон | h6 чорний король · a5 чорний пішак · c5 білий кінь · h4 білий пішак · c3 чорний пішак · b2 білий пішак · e2 білий король · d1 білий слон · g1 чорний слон | h6 чорний король · a5 чорний пішак · c5 білий кінь · h4 білий пішак · c3 чорний пішак · b2 білий пішак · e2 білий король · d1 білий слон · g1 чорний слон | h6 чорний король · a5 чорний пішак · c5 білий кінь · h4 білий пішак · c3 чорний пішак · b2 білий пішак · e2 білий король · d1 білий слон · g1 чорний слон | h6 чорний король · a5 чорний пішак · c5 білий кінь · h4 білий пішак · c3 чорний пішак · b2 білий пішак · e2 білий король · d1 білий слон · g1 чорний слон | h6 чорний король · a5 чорний пішак · c5 білий кінь · h4 білий пішак · c3 чорний пішак · b2 білий пішак · e2 білий король · d1 білий слон · g1 чорний слон | 7 |
| 6 | h6 чорний король · a5 чорний пішак · c5 білий кінь · h4 білий пішак · c3 чорний пішак · b2 білий пішак · e2 білий король · d1 білий слон · g1 чорний слон | h6 чорний король · a5 чорний пішак · c5 білий кінь · h4 білий пішак · c3 чорний пішак · b2 білий пішак · e2 білий король · d1 білий слон · g1 чорний слон | h6 чорний король · a5 чорний пішак · c5 білий кінь · h4 білий пішак · c3 чорний пішак · b2 білий пішак · e2 білий король · d1 білий слон · g1 чорний слон | h6 чорний король · a5 чорний пішак · c5 білий кінь · h4 білий пішак · c3 чорний пішак · b2 білий пішак · e2 білий король · d1 білий слон · g1 чорний слон | h6 чорний король · a5 чорний пішак · c5 білий кінь · h4 білий пішак · c3 чорний пішак · b2 білий пішак · e2 білий король · d1 білий слон · g1 чорний слон | h6 чорний король · a5 чорний пішак · c5 білий кінь · h4 білий пішак · c3 чорний пішак · b2 білий пішак · e2 білий король · d1 білий слон · g1 чорний слон | h6 чорний король · a5 чорний пішак · c5 білий кінь · h4 білий пішак · c3 чорний пішак · b2 білий пішак · e2 білий король · d1 білий слон · g1 чорний слон | h6 чорний король · a5 чорний пішак · c5 білий кінь · h4 білий пішак · c3 чорний пішак · b2 білий пішак · e2 білий король · d1 білий слон · g1 чорний слон | 6 |
| 5 | h6 чорний король · a5 чорний пішак · c5 білий кінь · h4 білий пішак · c3 чорний пішак · b2 білий пішак · e2 білий король · d1 білий слон · g1 чорний слон | h6 чорний король · a5 чорний пішак · c5 білий кінь · h4 білий пішак · c3 чорний пішак · b2 білий пішак · e2 білий король · d1 білий слон · g1 чорний слон | h6 чорний король · a5 чорний пішак · c5 білий кінь · h4 білий пішак · c3 чорний пішак · b2 білий пішак · e2 білий король · d1 білий слон · g1 чорний слон | h6 чорний король · a5 чорний пішак · c5 білий кінь · h4 білий пішак · c3 чорний пішак · b2 білий пішак · e2 білий король · d1 білий слон · g1 чорний слон | h6 чорний король · a5 чорний пішак · c5 білий кінь · h4 білий пішак · c3 чорний пішак · b2 білий пішак · e2 білий король · d1 білий слон · g1 чорний слон | h6 чорний король · a5 чорний пішак · c5 білий кінь · h4 білий пішак · c3 чорний пішак · b2 білий пішак · e2 білий король · d1 білий слон · g1 чорний слон | h6 чорний король · a5 чорний пішак · c5 білий кінь · h4 білий пішак · c3 чорний пішак · b2 білий пішак · e2 білий король · d1 білий слон · g1 чорний слон | h6 чорний король · a5 чорний пішак · c5 білий кінь · h4 білий пішак · c3 чорний пішак · b2 білий пішак · e2 білий король · d1 білий слон · g1 чорний слон | 5 |
| 4 | h6 чорний король · a5 чорний пішак · c5 білий кінь · h4 білий пішак · c3 чорний пішак · b2 білий пішак · e2 білий король · d1 білий слон · g1 чорний слон | h6 чорний король · a5 чорний пішак · c5 білий кінь · h4 білий пішак · c3 чорний пішак · b2 білий пішак · e2 білий король · d1 білий слон · g1 чорний слон | h6 чорний король · a5 чорний пішак · c5 білий кінь · h4 білий пішак · c3 чорний пішак · b2 білий пішак · e2 білий король · d1 білий слон · g1 чорний слон | h6 чорний король · a5 чорний пішак · c5 білий кінь · h4 білий пішак · c3 чорний пішак · b2 білий пішак · e2 білий король · d1 білий слон · g1 чорний слон | h6 чорний король · a5 чорний пішак · c5 білий кінь · h4 білий пішак · c3 чорний пішак · b2 білий пішак · e2 білий король · d1 білий слон · g1 чорний слон | h6 чорний король · a5 чорний пішак · c5 білий кінь · h4 білий пішак · c3 чорний пішак · b2 білий пішак · e2 білий король · d1 білий слон · g1 чорний слон | h6 чорний король · a5 чорний пішак · c5 білий кінь · h4 білий пішак · c3 чорний пішак · b2 білий пішак · e2 білий король · d1 білий слон · g1 чорний слон | h6 чорний король · a5 чорний пішак · c5 білий кінь · h4 білий пішак · c3 чорний пішак · b2 білий пішак · e2 білий король · d1 білий слон · g1 чорний слон | 4 |
| 3 | h6 чорний король · a5 чорний пішак · c5 білий кінь · h4 білий пішак · c3 чорний пішак · b2 білий пішак · e2 білий король · d1 білий слон · g1 чорний слон | h6 чорний король · a5 чорний пішак · c5 білий кінь · h4 білий пішак · c3 чорний пішак · b2 білий пішак · e2 білий король · d1 білий слон · g1 чорний слон | h6 чорний король · a5 чорний пішак · c5 білий кінь · h4 білий пішак · c3 чорний пішак · b2 білий пішак · e2 білий король · d1 білий слон · g1 чорний слон | h6 чорний король · a5 чорний пішак · c5 білий кінь · h4 білий пішак · c3 чорний пішак · b2 білий пішак · e2 білий король · d1 білий слон · g1 чорний слон | h6 чорний король · a5 чорний пішак · c5 білий кінь · h4 білий пішак · c3 чорний пішак · b2 білий пішак · e2 білий король · d1 білий слон · g1 чорний слон | h6 чорний король · a5 чорний пішак · c5 білий кінь · h4 білий пішак · c3 чорний пішак · b2 білий пішак · e2 білий король · d1 білий слон · g1 чорний слон | h6 чорний король · a5 чорний пішак · c5 білий кінь · h4 білий пішак · c3 чорний пішак · b2 білий пішак · e2 білий король · d1 білий слон · g1 чорний слон | h6 чорний король · a5 чорний пішак · c5 білий кінь · h4 білий пішак · c3 чорний пішак · b2 білий пішак · e2 білий король · d1 білий слон · g1 чорний слон | 3 |
| 2 | h6 чорний король · a5 чорний пішак · c5 білий кінь · h4 білий пішак · c3 чорний пішак · b2 білий пішак · e2 білий король · d1 білий слон · g1 чорний слон | h6 чорний король · a5 чорний пішак · c5 білий кінь · h4 білий пішак · c3 чорний пішак · b2 білий пішак · e2 білий король · d1 білий слон · g1 чорний слон | h6 чорний король · a5 чорний пішак · c5 білий кінь · h4 білий пішак · c3 чорний пішак · b2 білий пішак · e2 білий король · d1 білий слон · g1 чорний слон | h6 чорний король · a5 чорний пішак · c5 білий кінь · h4 білий пішак · c3 чорний пішак · b2 білий пішак · e2 білий король · d1 білий слон · g1 чорний слон | h6 чорний король · a5 чорний пішак · c5 білий кінь · h4 білий пішак · c3 чорний пішак · b2 білий пішак · e2 білий король · d1 білий слон · g1 чорний слон | h6 чорний король · a5 чорний пішак · c5 білий кінь · h4 білий пішак · c3 чорний пішак · b2 білий пішак · e2 білий король · d1 білий слон · g1 чорний слон | h6 чорний король · a5 чорний пішак · c5 білий кінь · h4 білий пішак · c3 чорний пішак · b2 білий пішак · e2 білий король · d1 білий слон · g1 чорний слон | h6 чорний король · a5 чорний пішак · c5 білий кінь · h4 білий пішак · c3 чорний пішак · b2 білий пішак · e2 білий король · d1 білий слон · g1 чорний слон | 2 |
| 1 | h6 чорний король · a5 чорний пішак · c5 білий кінь · h4 білий пішак · c3 чорний пішак · b2 білий пішак · e2 білий король · d1 білий слон · g1 чорний слон | h6 чорний король · a5 чорний пішак · c5 білий кінь · h4 білий пішак · c3 чорний пішак · b2 білий пішак · e2 білий король · d1 білий слон · g1 чорний слон | h6 чорний король · a5 чорний пішак · c5 білий кінь · h4 білий пішак · c3 чорний пішак · b2 білий пішак · e2 білий король · d1 білий слон · g1 чорний слон | h6 чорний король · a5 чорний пішак · c5 білий кінь · h4 білий пішак · c3 чорний пішак · b2 білий пішак · e2 білий король · d1 білий слон · g1 чорний слон | h6 чорний король · a5 чорний пішак · c5 білий кінь · h4 білий пішак · c3 чорний пішак · b2 білий пішак · e2 білий король · d1 білий слон · g1 чорний слон | h6 чорний король · a5 чорний пішак · c5 білий кінь · h4 білий пішак · c3 чорний пішак · b2 білий пішак · e2 білий король · d1 білий слон · g1 чорний слон | h6 чорний король · a5 чорний пішак · c5 білий кінь · h4 білий пішак · c3 чорний пішак · b2 білий пішак · e2 білий король · d1 білий слон · g1 чорний слон | h6 чорний король · a5 чорний пішак · c5 білий кінь · h4 білий пішак · c3 чорний пішак · b2 білий пішак · e2 білий король · d1 білий слон · g1 чорний слон | 1 |
|   | a | b | c | d | e | f | g | h |   |

|   | a | b | c | d | e | f | g | h |   |
| 8 | a8 чорний король · g7 білий кінь · c6 білий кінь · d5 чорний пішак · h5 білий король · e4 білий слон · b2 чорний слон | a8 чорний король · g7 білий кінь · c6 білий кінь · d5 чорний пішак · h5 білий король · e4 білий слон · b2 чорний слон | a8 чорний король · g7 білий кінь · c6 білий кінь · d5 чорний пішак · h5 білий король · e4 білий слон · b2 чорний слон | a8 чорний король · g7 білий кінь · c6 білий кінь · d5 чорний пішак · h5 білий король · e4 білий слон · b2 чорний слон | a8 чорний король · g7 білий кінь · c6 білий кінь · d5 чорний пішак · h5 білий король · e4 білий слон · b2 чорний слон | a8 чорний король · g7 білий кінь · c6 білий кінь · d5 чорний пішак · h5 білий король · e4 білий слон · b2 чорний слон | a8 чорний король · g7 білий кінь · c6 білий кінь · d5 чорний пішак · h5 білий король · e4 білий слон · b2 чорний слон | a8 чорний король · g7 білий кінь · c6 білий кінь · d5 чорний пішак · h5 білий король · e4 білий слон · b2 чорний слон | 8 |
| 7 | a8 чорний король · g7 білий кінь · c6 білий кінь · d5 чорний пішак · h5 білий король · e4 білий слон · b2 чорний слон | a8 чорний король · g7 білий кінь · c6 білий кінь · d5 чорний пішак · h5 білий король · e4 білий слон · b2 чорний слон | a8 чорний король · g7 білий кінь · c6 білий кінь · d5 чорний пішак · h5 білий король · e4 білий слон · b2 чорний слон | a8 чорний король · g7 білий кінь · c6 білий кінь · d5 чорний пішак · h5 білий король · e4 білий слон · b2 чорний слон | a8 чорний король · g7 білий кінь · c6 білий кінь · d5 чорний пішак · h5 білий король · e4 білий слон · b2 чорний слон | a8 чорний король · g7 білий кінь · c6 білий кінь · d5 чорний пішак · h5 білий король · e4 білий слон · b2 чорний слон | a8 чорний король · g7 білий кінь · c6 білий кінь · d5 чорний пішак · h5 білий король · e4 білий слон · b2 чорний слон | a8 чорний король · g7 білий кінь · c6 білий кінь · d5 чорний пішак · h5 білий король · e4 білий слон · b2 чорний слон | 7 |
| 6 | a8 чорний король · g7 білий кінь · c6 білий кінь · d5 чорний пішак · h5 білий король · e4 білий слон · b2 чорний слон | a8 чорний король · g7 білий кінь · c6 білий кінь · d5 чорний пішак · h5 білий король · e4 білий слон · b2 чорний слон | a8 чорний король · g7 білий кінь · c6 білий кінь · d5 чорний пішак · h5 білий король · e4 білий слон · b2 чорний слон | a8 чорний король · g7 білий кінь · c6 білий кінь · d5 чорний пішак · h5 білий король · e4 білий слон · b2 чорний слон | a8 чорний король · g7 білий кінь · c6 білий кінь · d5 чорний пішак · h5 білий король · e4 білий слон · b2 чорний слон | a8 чорний король · g7 білий кінь · c6 білий кінь · d5 чорний пішак · h5 білий король · e4 білий слон · b2 чорний слон | a8 чорний король · g7 білий кінь · c6 білий кінь · d5 чорний пішак · h5 білий король · e4 білий слон · b2 чорний слон | a8 чорний король · g7 білий кінь · c6 білий кінь · d5 чорний пішак · h5 білий король · e4 білий слон · b2 чорний слон | 6 |
| 5 | a8 чорний король · g7 білий кінь · c6 білий кінь · d5 чорний пішак · h5 білий король · e4 білий слон · b2 чорний слон | a8 чорний король · g7 білий кінь · c6 білий кінь · d5 чорний пішак · h5 білий король · e4 білий слон · b2 чорний слон | a8 чорний король · g7 білий кінь · c6 білий кінь · d5 чорний пішак · h5 білий король · e4 білий слон · b2 чорний слон | a8 чорний король · g7 білий кінь · c6 білий кінь · d5 чорний пішак · h5 білий король · e4 білий слон · b2 чорний слон | a8 чорний король · g7 білий кінь · c6 білий кінь · d5 чорний пішак · h5 білий король · e4 білий слон · b2 чорний слон | a8 чорний король · g7 білий кінь · c6 білий кінь · d5 чорний пішак · h5 білий король · e4 білий слон · b2 чорний слон | a8 чорний король · g7 білий кінь · c6 білий кінь · d5 чорний пішак · h5 білий король · e4 білий слон · b2 чорний слон | a8 чорний король · g7 білий кінь · c6 білий кінь · d5 чорний пішак · h5 білий король · e4 білий слон · b2 чорний слон | 5 |
| 4 | a8 чорний король · g7 білий кінь · c6 білий кінь · d5 чорний пішак · h5 білий король · e4 білий слон · b2 чорний слон | a8 чорний король · g7 білий кінь · c6 білий кінь · d5 чорний пішак · h5 білий король · e4 білий слон · b2 чорний слон | a8 чорний король · g7 білий кінь · c6 білий кінь · d5 чорний пішак · h5 білий король · e4 білий слон · b2 чорний слон | a8 чорний король · g7 білий кінь · c6 білий кінь · d5 чорний пішак · h5 білий король · e4 білий слон · b2 чорний слон | a8 чорний король · g7 білий кінь · c6 білий кінь · d5 чорний пішак · h5 білий король · e4 білий слон · b2 чорний слон | a8 чорний король · g7 білий кінь · c6 білий кінь · d5 чорний пішак · h5 білий король · e4 білий слон · b2 чорний слон | a8 чорний король · g7 білий кінь · c6 білий кінь · d5 чорний пішак · h5 білий король · e4 білий слон · b2 чорний слон | a8 чорний король · g7 білий кінь · c6 білий кінь · d5 чорний пішак · h5 білий король · e4 білий слон · b2 чорний слон | 4 |
| 3 | a8 чорний король · g7 білий кінь · c6 білий кінь · d5 чорний пішак · h5 білий король · e4 білий слон · b2 чорний слон | a8 чорний король · g7 білий кінь · c6 білий кінь · d5 чорний пішак · h5 білий король · e4 білий слон · b2 чорний слон | a8 чорний король · g7 білий кінь · c6 білий кінь · d5 чорний пішак · h5 білий король · e4 білий слон · b2 чорний слон | a8 чорний король · g7 білий кінь · c6 білий кінь · d5 чорний пішак · h5 білий король · e4 білий слон · b2 чорний слон | a8 чорний король · g7 білий кінь · c6 білий кінь · d5 чорний пішак · h5 білий король · e4 білий слон · b2 чорний слон | a8 чорний король · g7 білий кінь · c6 білий кінь · d5 чорний пішак · h5 білий король · e4 білий слон · b2 чорний слон | a8 чорний король · g7 білий кінь · c6 білий кінь · d5 чорний пішак · h5 білий король · e4 білий слон · b2 чорний слон | a8 чорний король · g7 білий кінь · c6 білий кінь · d5 чорний пішак · h5 білий король · e4 білий слон · b2 чорний слон | 3 |
| 2 | a8 чорний король · g7 білий кінь · c6 білий кінь · d5 чорний пішак · h5 білий король · e4 білий слон · b2 чорний слон | a8 чорний король · g7 білий кінь · c6 білий кінь · d5 чорний пішак · h5 білий король · e4 білий слон · b2 чорний слон | a8 чорний король · g7 білий кінь · c6 білий кінь · d5 чорний пішак · h5 білий король · e4 білий слон · b2 чорний слон | a8 чорний король · g7 білий кінь · c6 білий кінь · d5 чорний пішак · h5 білий король · e4 білий слон · b2 чорний слон | a8 чорний король · g7 білий кінь · c6 білий кінь · d5 чорний пішак · h5 білий король · e4 білий слон · b2 чорний слон | a8 чорний король · g7 білий кінь · c6 білий кінь · d5 чорний пішак · h5 білий король · e4 білий слон · b2 чорний слон | a8 чорний король · g7 білий кінь · c6 білий кінь · d5 чорний пішак · h5 білий король · e4 білий слон · b2 чорний слон | a8 чорний король · g7 білий кінь · c6 білий кінь · d5 чорний пішак · h5 білий король · e4 білий слон · b2 чорний слон | 2 |
| 1 | a8 чорний король · g7 білий кінь · c6 білий кінь · d5 чорний пішак · h5 білий король · e4 білий слон · b2 чорний слон | a8 чорний король · g7 білий кінь · c6 білий кінь · d5 чорний пішак · h5 білий король · e4 білий слон · b2 чорний слон | a8 чорний король · g7 білий кінь · c6 білий кінь · d5 чорний пішак · h5 білий король · e4 білий слон · b2 чорний слон | a8 чорний король · g7 білий кінь · c6 білий кінь · d5 чорний пішак · h5 білий король · e4 білий слон · b2 чорний слон | a8 чорний король · g7 білий кінь · c6 білий кінь · d5 чорний пішак · h5 білий король · e4 білий слон · b2 чорний слон | a8 чорний король · g7 білий кінь · c6 білий кінь · d5 чорний пішак · h5 білий король · e4 білий слон · b2 чорний слон | a8 чорний король · g7 білий кінь · c6 білий кінь · d5 чорний пішак · h5 білий король · e4 білий слон · b2 чорний слон | a8 чорний король · g7 білий кінь · c6 білий кінь · d5 чорний пішак · h5 білий король · e4 білий слон · b2 чорний слон | 1 |
|   | a | b | c | d | e | f | g | h |   |

Рішення етюду 1:
Сf6+ Крh7 2. Лg7+ Крh6 3. Лf7! Крg6 (3…Кc6 4. С: d8 и 5. Лd7) 4. Лf8 Кc6! 5. С: d8 Крg7 6. Лe8 Крf7 7. Лh8 Крg7 8. Сf6+!! Кр: f6 9. Лh6+ з виграшем.
Рішення етюду 2:
1. b4! (після 1. Кd3? cb 2. До: b2 СD4 білі втрачають останню пішака) ab 2. Кd3 c2! (2 … Крh5 3. Крf1 +) 3. З: c2 Крh5 4. Ке1! Сb6 5. Кg2 СD8 6. Сd1! З: h4 7. Крe3 + Крg5 8. Крf3! b3 (8 … Крh5 3. Крf4 +) 9. З: b3 Крh5 10. Сf7 + Крg5 11. Сe8 — цугцванг, чорні втрачають слона.
Рішення етюду 3:
1. СD3! З: g7 2. Сa6! d4 3. Крg6! Ch8 (3 … Сf8 4. Крf7 З ~ 5. Крe6 d3 6. Крd7 d2 7. Крc8 d1Ф 8. Сb7 ×) 4. СD3 !! (атака перемикається на слона, чорні в цугцвангу) Крb7 5. Кd8 + і 6. Кf7 з виграшем слона.
Тематичний варіант: 2 … Сc3 3. Крg4 d4 4. Крf3 d3 5. Крe3 d2 6. Крe2 — аналогічний цугцванг на іншому краю дошки.